# التنظيم (فلسطين)
التنظيم، هو فصيل مسلح تابع لحركة فتح أسسه مروان البرغوثي سنة 1995. استقطب التنظيم العديد من الشباب وأصبح له عدة مكاتب وفروع في الأراضي الفلسطينية. شارك في انتفاضة الأقصى بالقيام بعدة عمليات ضد الاحتلال الصهيوني الإسرائيلي إسرائيل أولا في الأراضي الفلسطينية ثم داخل الخط الأخضر. استهدف الاحتلال الإسرائيلي عدد من قياداته من بينهم رائد الكرمي قائده في طولكرم. تلقى التنظيم ضربة موجعة بأسر قائده البرغوثي في أبريل 2002. تقلص نشاط التنظيم خصوصا مع هيمنة كتائب شهداء الأقصى (معظم أعضاء التنظيم من كتائب الاقصى) على العمل العسكري في فتح.